# Hartley (Kent)
Hartley è un villaggio e parrocchia civile dell'Inghilterra, appartenente alla contea del Kent.